# Fasces

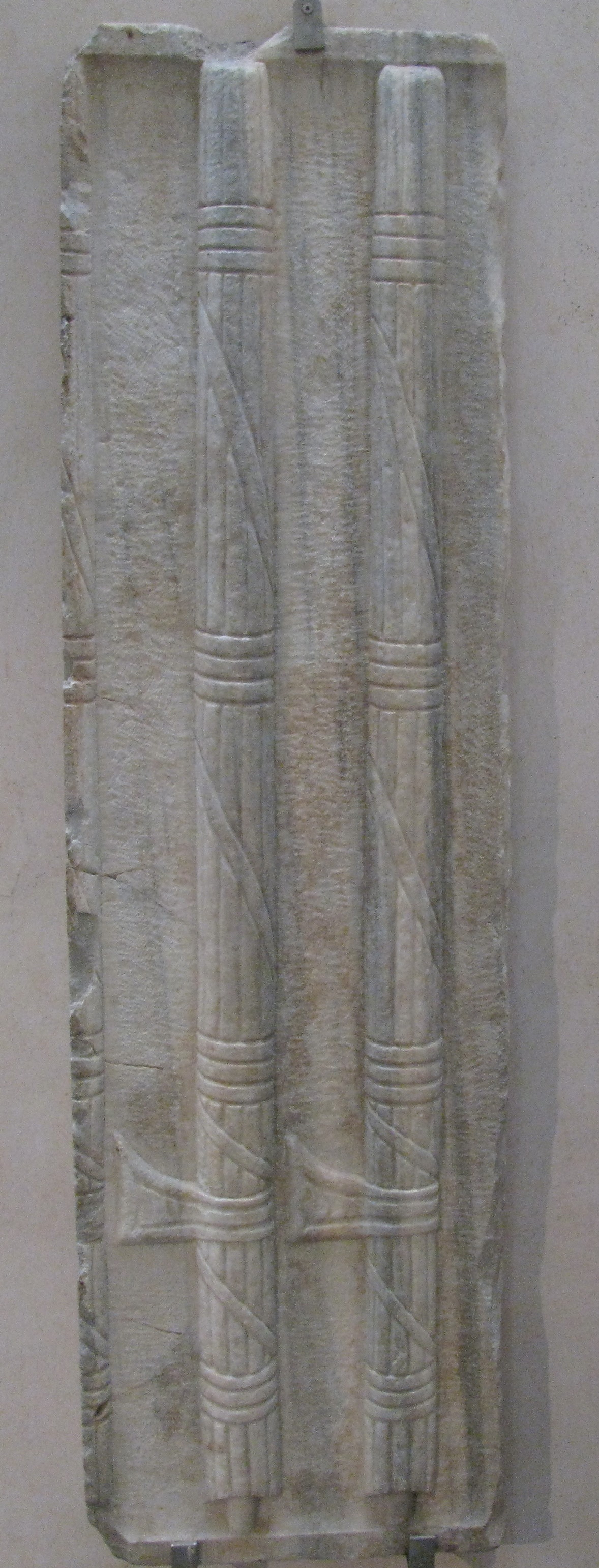
Antikes römisches Relief zweier Liktorenbündel mit seitlichem Beil

Emblem der Cispadanischen Republik (1797)

Republikanische Liktorenbündel im Siegel des Senats der Vereinigten Staaten (seit 1876)

Die Fasces (von Plural lateinisch Fasces) ist ein Bündel aus mehreren hölzernen Ruten (daher oft auch Rutenbündel genannt), in denen ein Beil steckt. In der Antike war es das Amtssymbol der höchsten Machthaber bei den Etruskern und später im Römischen Reich. Die Fasces wurden diesen von ihren Amtsdienern, den Liktoren, vorangetragen, und werden daher auch Liktorenbündel genannt (lateinisch Fasces Lictoriae, französisch: faisceau de licteur, italienisch: fascio littorio, englisch: lictor’s fasces).
In neuerer Zeit wird das Liktorenbündel von Staaten verwendet, die einen Bezug zum Römischen Reich herstellen möchten, etwa von Frankreich und den Vereinigten Staaten von Amerika; aber auch das faschistische Italien und die faschistische Sozialrepublik (RSI) verwendeten dieses Machtsymbol. Eine mögliche Deutung könnte die Symbolik sein, dass ein einzelner Stab leichter zu brechen ist als ein Stabbündel. Das Beil stand als Symbol für die Todesstrafe, die von den Amtsträgern angeordnet werden konnte.

## Geschichte

### Etruskische Ursprünge
Das Rutenbündel mit Beil ist seit den Anfängen der etruskischen Geschichte belegt. In einem in der südlichen Toskana gelegenen Grab bei Vetulonia (etruskisch Vatluna) fand man ein solches Rutenbündel in verkleinertem Maßstab als Weihegabe. Das Artefakt ist aus Eisen hergestellt und stammt aus dem 7. Jahrhundert v. Chr. Bei dem beigefügten Beil handelt es sich um eine Doppelaxt.
Die Fasces als Attribute der Macht werden auch von den antiken Autoren als spezifisch etruskisch beschrieben. Nach Silius Italicus, einem Dichter aus der Zeit der Flavier, wurde das Rutenbündel in Vetulonia entwickelt. Die Rutenbündel tragenden Amtsdiener zählten bei den etruskischen Herrschern ebenso zu den Insignien ihrer Macht wie das Zepter, die bestickte Toga (toga praetexta) und ein Herrscherstuhl (sella curulis). Die Axt besaß bereits bei den Mittelmeerkulturen auf Kreta und Sardinien einen politischen und religiösen Charakter. Die mediterranen Kulturströmungen brachten die Doppelaxt als Attribut der Macht in das archaische Italien, wo die Axt zur Waffe und zum Symbol des Anführers wurde.

### Römisches Reich
Die Römer übernahmen von den Etruskern zahlreiche kulturelle Errungenschaften, darunter auch viele zeremonielle Bräuche und äußere Attribute der Herrschergewalt. Die Fasces wurden zunächst den römischen Königen, nach deren Vertreibung dann den mit Imperium ausgestatteten Amtsträgern der Republik, also v. a. Konsuln, Prätoren und Diktatoren, vorangetragen. Auch die Promagistrate, als Statthalter fungierende ehemalige Konsuln oder Prätoren, führten die Fasces. Während eines Triumphzugs wurden auch dem triumphierenden Feldherrn von ausgezeichneten Angehörigen seines Heeres die Fasces vorangetragen. Diese Verwendung blieb auch im Prinzipat bestehen, welches die republikanischen Ämter unangetastet ließ.
Seit den Anfängen der Republik konnten römische Bürger nicht ohne Weiteres zum Tode verurteilt werden bzw. konnten gegen Urteile des Amtsträgers an das Volk appellieren. Aus diesem Grund ließen die Konsuln die Beile erst außerhalb der römischen Stadtgrenze einstecken. Einen Sonderfall bildet hierbei jedoch der Diktator, der als Zeichen seiner unbeschränkten Macht auch innerhalb der Stadtgrenze die Fasces mit eingesetztem Beil führte.
Die Anzahl der dem jeweiligen Amtsträger vorangetragenen Fasces drückte dessen Rang aus. Führten die Konsuln zwölf Rutenbündel, wurden einem Prätor nur sechs Fasces vorangetragen. Ein Diktator dagegen führte 24 Rutenbündel.

### Frankreich: Französische Revolution und Republik

Modernes republikanisches Liktorenbündel mit mittigem Beil im Wappen der Ersten Französischen Republik (1791–1804)

Nach dem Untergang des Römischen Reiches wurden das Liktorenbündel als Symbol erst wieder im Zuge der Französischen Revolution aufgegriffen, wo es ab Frühjahr 1790 als Symbol der Einigkeit und – nach dem Ende der Monarchie im Jahr 1792 – zusätzlich als Symbol der Republik diente. Zusammen mit dem Streithahn, der Coquarde, der Jakobinermütze und später der Trikolore, wurde das Liktorenbündel ein französisches Staatssymbol. Nach dem Zweiten Weltkrieg wurde das Liktorenbündel in Frankreich lange nicht mehr öffentlich gezeigt, da das Symbol durch dessen Gebrauch im italienischen Faschismus diskreditiert war. Erst unter Präsident Valéry Giscard d’Estaing (1974–1981) wurde es als Emblem wieder verwendet.

### Republik und politische Linke in Italien

Flagge der Cispadanischen Republik (1797)

Liktorenbündel auf der Parteifahne der Faschisten

Meist wird davon ausgegangen, dass die Bezeichnung „Faschismus“ (it. Fascismo) vom Begriff der Fasces abgeleitet worden ist. Der Ausdruck fasci wurde in der italienischen Politik bereits gegen Ende des 19. Jahrhunderts verwendet, allerdings in erster Linie von Sozialisten, Syndikalisten und Republikanern. Die als eine Art von außerparlamentarischer Opposition gegründeten Landarbeiterzusammenschlüsse fasci dei lavoratori oder fasci siciliani waren offenbar die Wortschöpfer dieses Begriffs. Das Symbol erscheint bereits als Logo der Arbeiterzeitung Es muß Tag werden! im Jahr der Märzrevolution 1848. Weiterhin scheinen die fasces bei den Parlamentswahlen am 11. November 1919 aufgetaucht zu sein.

## Liktorenbündel im italienischen Faschismus

Liktorenbündel im Parteiabzeichen der italienischen Faschisten (1926–1943).

Erst später wurden sie zum Parteiabzeichen des Partito Nazionale Fascista auserkoren. Benito Mussolini wollte in seiner Bildsprache an Ruhm und Glanz des Römischen Weltreichs anknüpfen und wählte für seine politische Bewegung das Zeichen der Liktoren aus. Er selbst erklärte dazu später: Der Faschismus fordere „Disziplin und eine Autorität, die in die Geister eindringt und darin unumstritten herrscht. Sein Wahrzeichen ist daher das Liktorenbündel, das Symbol der Einheit, der Kraft und der Gerechtigkeit“. Mit Gesetzesdekret vom 12. Dezember 1926 wurde das Liktorenbündel ein offizielles Staatsemblem des Königreichs Italien. Während des Zweiten Weltkriegs waren die Fasces auch das Hoheitsabzeichen auf den Flugzeugen der italienischen Luftwaffe, der Regia Aeronautica.
Auch das aus der Zeit des Faschismus stammende Bozner Siegesdenkmal (errichtet 1926/28 von Marcello Piacentini mit der dort formulierten liktorischen Säulenordnung) und das Abzeichen der italienischen Division der Waffen-SS führten die Fasces.

## Heutige Verwendung in der Symbolik

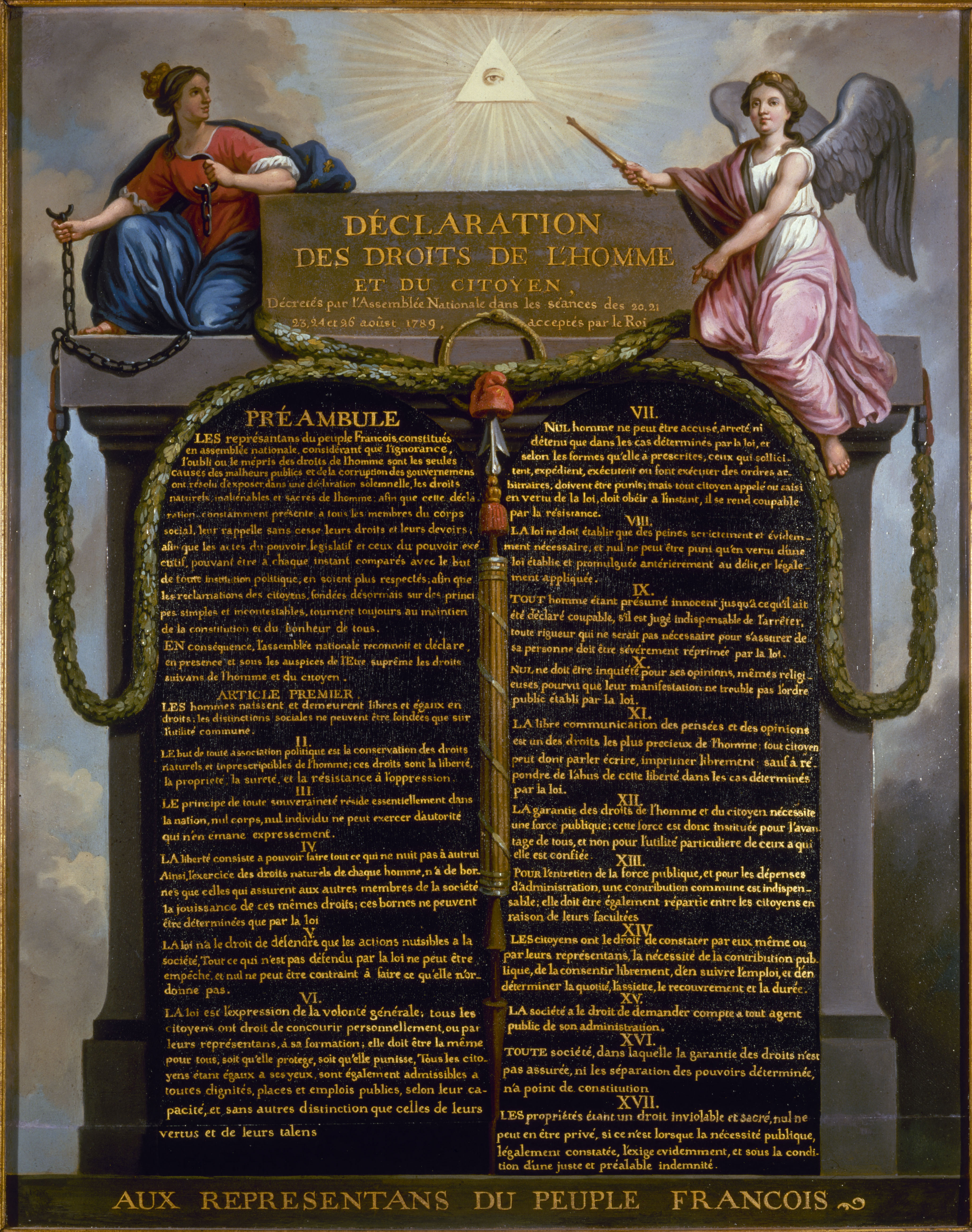
Déclaration des Droits de l’Homme et du Citoyen. Die Erklärung der Menschen- und Bürgerrechte in einer Darstellung von Jean-Jacques Le Barbier

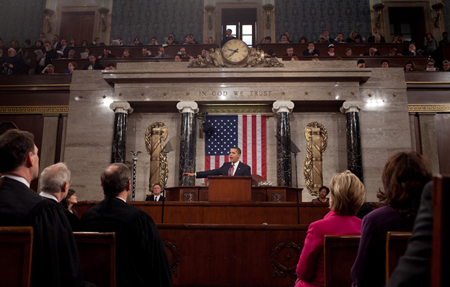
Präsident Barack Obama hält eine Rede vor dem US-Kongress. Im Hintergrund sind links und rechts von der US-Flagge die vergoldeten Fasces zu sehen. Die Schnittkanten der Beile weisen dabei auf die US-amerikanische Flagge.

Das aktuelle Hoheitszeichen Frankreichs, der spanischen Guardia Civil, das Wappen des Schweizer Kantons St. Gallen und auch das Staatswappen von Kamerun zeigen ein Liktorenbündel, zum Teil verdeckt. Das auch auf der Nationalflagge verwendete Wappen Ecuadors zeigt jeweils ein Rutenbündel.
In den USA wird das Symbol häufig verwendet, u. a. das Siegel des Senats der Vereinigten Staaten und das Siegel des National Guard Bureau mit zwei gekreuzten Liktorenbündeln. Ebenso findet es sich mehrfach zu Füßen (im vom unmittelbar vor dem Gebäude stehenden Fußgänger nicht einsehbaren Sockel) der die Kuppel des Washingtoner Kapitols zierenden Freiheitsstatue und auch links und rechts des Rednerpults im Repräsentantenhaus der USA.

## Abbildungen

Abbildungen
Breitenheim (Rheinland-Pfalz)
Legau (Bayern)
Ühlingen-Birkendorf (Baden-Württemberg)
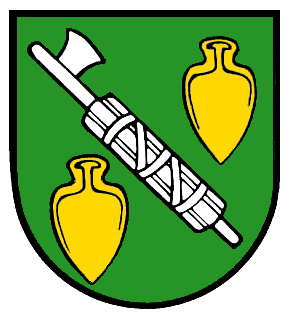
Kirchzarten-Zarten (Baden-Württemberg)
Kanton St. Gallen
Tolochenaz im Kanton Waadt
Schildhalter im Wappen von Vilnius (Litauen)
Emblem der Guardia Civil (Spanien)
Wappen Ecuadors
Wappen Kameruns
Wappen des Departamento de Norte de Santander (Kolumbien)
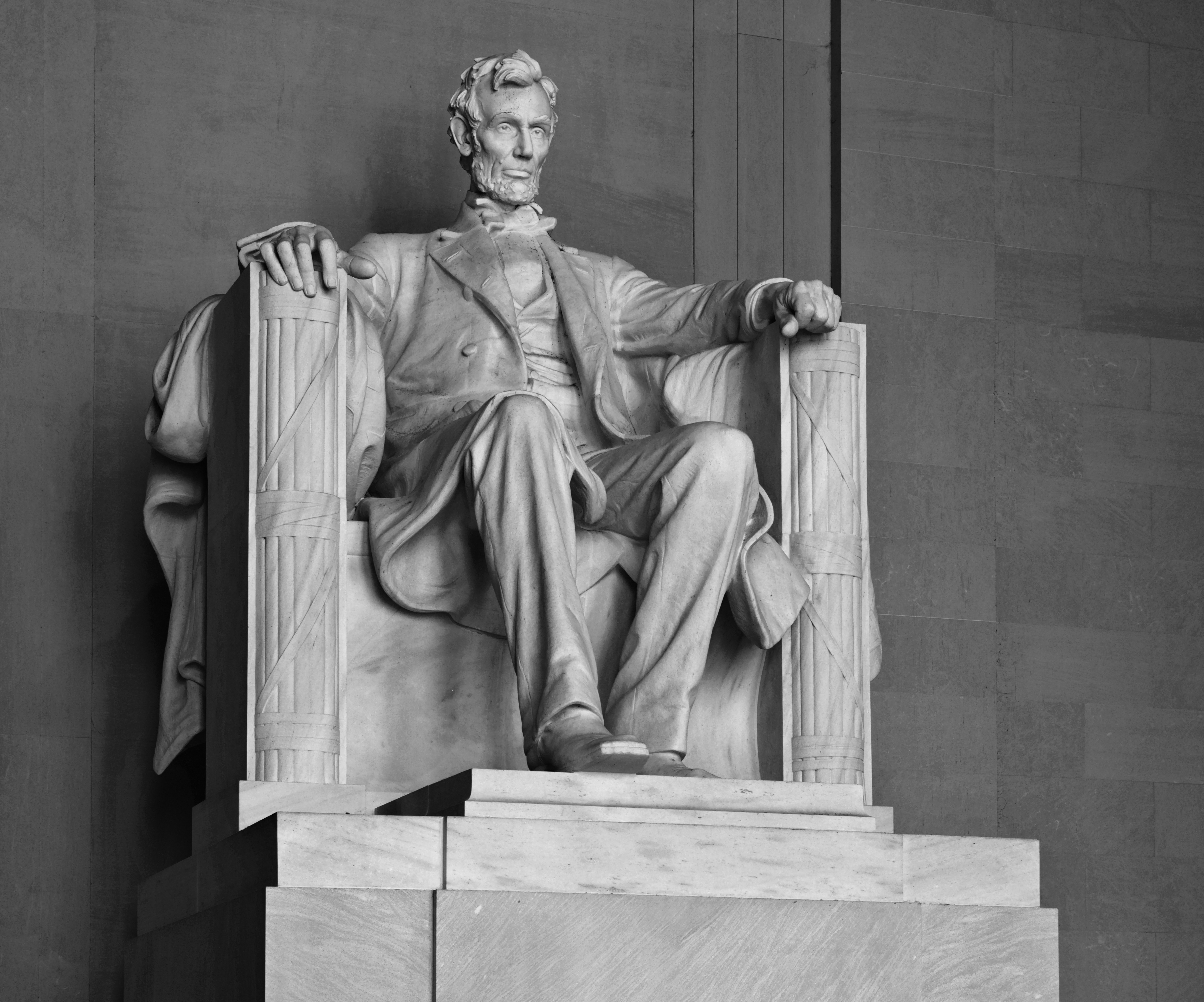
Rutenbündel an den Armlehnen des Lincoln Memorial
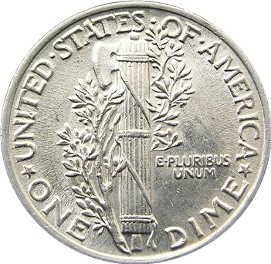
Revers der 10-Cent-Münze („Mercury“ Dime von 1936)
Siegel des Administrative Office of the United States Courts
Siegel des National Guard Bureau (US-Nationalgarde)
Siegel des US-Bundesstaats Colorado
Wappenschild Kardinal Mazarins (1602–1661)
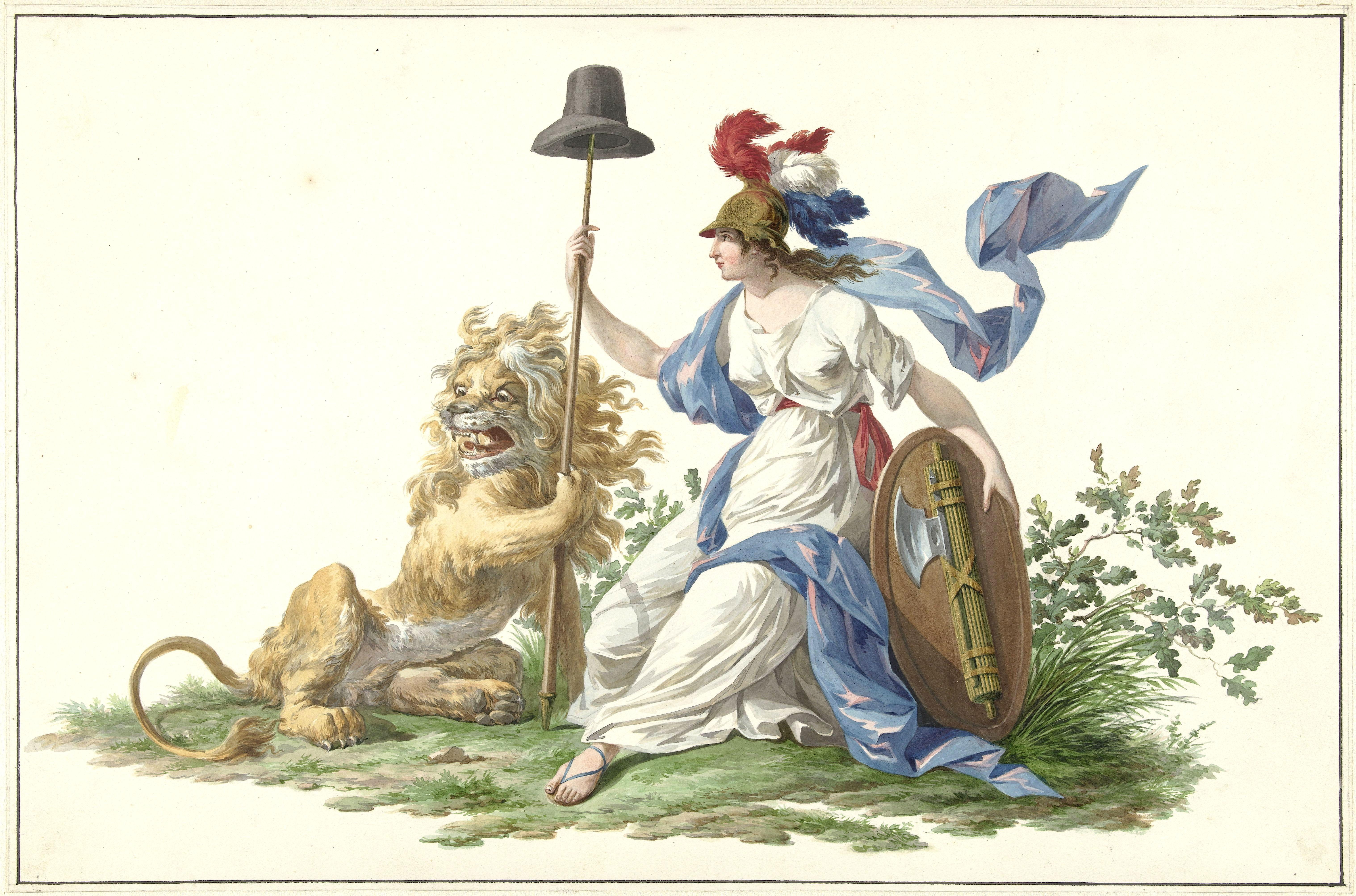
Wappen der Batavischen Republik (1796)
Zweite Französische Republik (1848–1852)
Überarbeitetes Staatssymbol der Dritten (1870–1940) sowie später Vierten Republik (1946–1958)
Staatssymbol der Fünften Republik (1958–heute)
Ehemaliges Emblem des Staatspräsidenten Frankreichs (Hoheitszeichen Frankreichs)